# 麻生武治
麻生 武治（あそう たけはる、1899年11月21日 - 1993年5月30日）は、日本のスキー選手、陸上競技選手、登山家。父親は日本銀行の理事であった。

## 経歴
東京市麻布区（現東京都港区）に生まれる。
早稲田大学時代には第1回の箱根駅伝より出場し1年目は9区、2年目、3年目は5区で山登りの道を走った。その後はベルリン体育大学に留学し、1923年には日本人として初めてマッターホルンに登頂し、翌年にはスキーで冬の槍ヶ岳の登頂に成功している。
1928年にはスイスで開催された1928年サンモリッツオリンピックに日本人として冬季オリンピック初出場を果たす。この際武治は英語やフランス語、ドイツ語が話せることから通訳の役割も兼ねていた。競技ではノルディック複合、スキージャンプ 、クロスカントリースキーに出場したが、いずれも失格や途中棄権の記録なしに終わっている。
1932年レークプラシッドオリンピック日本選手団監督を務めた。

## 関連
- 長山英一　早大時代陸上競技で競い合った。

## リンク
- 暁星山岳部黎明期